# Blue Lagoon (groupe)
Pour les articles homonymes, voir Blue Lagoon.

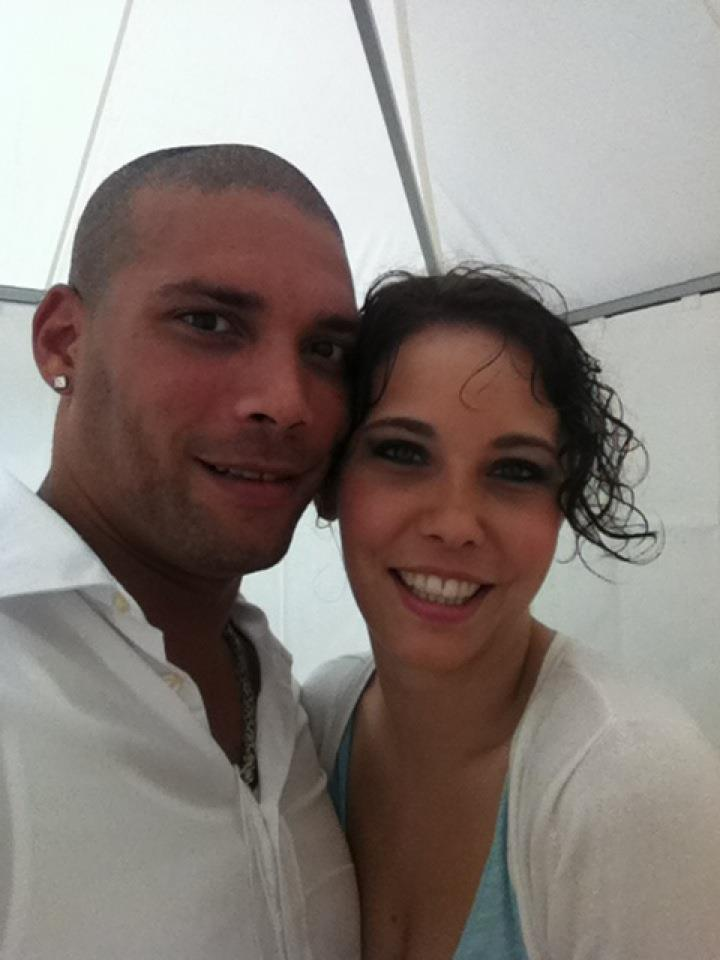
Blue Lagoon

Blue Lagoon est un groupe de pop allemand. Il est composé d'Estrella (Patricia Gerndt de son vrai nom) et David O'Joseph. Ils ont jusqu'ici sorti deux albums. Ils sont notamment connus pour la reprise du single Break My Stride, de Matthew Wilder.

## Discographie

### Albums
- Club Lagoon (2005)

1. Blessed 0:38
2. I Won't Let You Down 3:19
3. The Best 3:45
4. Break My Stride 3:01
5. Biscuit 3:59
6. Oxygen 3:10
7. Do You Really Want to Hurt Me? 3:30
8. Club Lagoon 2:42
9. Stop That Train 3:45
10. In Da Dancehall 3:45
11. You Don't Love Me (No, No, No) 3:35
12. Chocolatino 3:26
13. Souljah's Wisdom 3:59
14. Love Is the Key 3:26
15. Now That We Found Love 3:34
16. Jah Call 1:11

- Sentimental Fools (2007)

1. Silent Revolution 3:21
2. What Becomes of the Brokenhearted (Radio Edit) 3:30
3. Sentimental Fools 3:53
4. Isle of Paradise (Radio Edit) 3:37
5. Jah Lovin' Rise 3:37
6. Girlie Girlie 3:03
7. Estrella Estrella 3:40
8. Everything I Own 3:11
9. Beautiful Day 3:44
10. Heartbreaker (Radio Edit) 3:25
11. You 3:19
12. Far Away Holiday 4:14
13. Call from Babylon 3:30
14. Good Love 3:40
15. Break My Stride (Radio Edit) 3:04

### Singles
- Break My Stride (2004)
- Do You Really Want to Hurt Me (2005)
- Heartbreaker (2005)
- Isle of Paradise (2006)
- What Becomes of the Broken Hearted (2006)
- Wild World (2008)

### Autres
- Allright (ZIMA 2008 2CD)

## Liens
- Lien brisé Leur site officiel